# Here Come the Munsters
Here Come The Munsters es un telefilme de 1995 basado en la serie de los años sesenta The Munsters. Lanzado al aire por la cadena Fox. La película, que cuenta la llegada de los Munster desde Transilvania a Estados Unidos, no contó con la mansión original, pero sí con el Munster Koach.

## Historia
Los Munster están cansados de ser perseguidos en Transilvania. Reciben después una carta de parte de Marylin, una prima que vivía en California. Ella les pide averiguar qué ha sucedido con su padre, y deben hallar una forma para revivir a Elsa, su madre. Así, los Munster van acostumbrándose a vivir en un nuevo entorno en Estados Unidos.

## Reparto
- Edward Herrmann es Herman Munster
- Veronica Hamel es Lily Munster
- Robert Morse es el Abuelo Munster
- Mathew Botuchis es Eddie
- Christine Taylor es Marylin